# Berrington and Eye

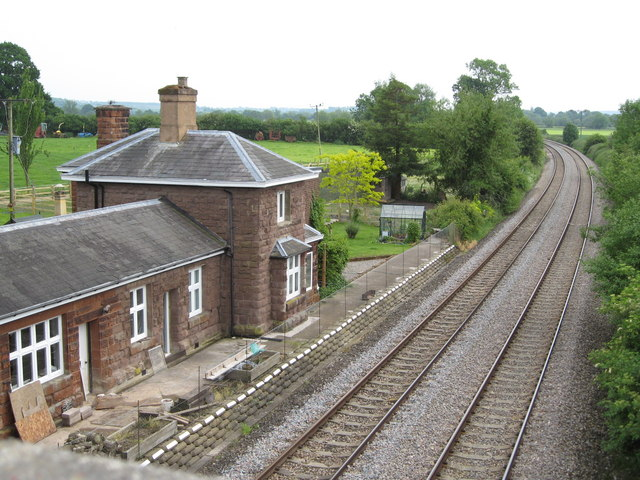
A vasútállomás

Berrington and Eye egy vasútállomás az angliai Herefordshire grófság Eye nevű falujában, Leominster és Ludlow között. A közelben áll a Berrington Hall, egy vidéki kastély, melyet Henry Holland épített Thomas Harley számára. A kastély parkját Capability Brown neves kertépítész tervezte meg. A falu további látnivalói egy kis templom, valamint az Eye Manor nevű ház, figyelemreméltó stukkózott mennyezetével. 
A vasútállomás a walesi határvidék vasútvonal mentén fekszik.